# Remíza
Remíza je původem šachový termín, který znamená nerozhodný výsledek šachové partie, přeneseně také u jiné hry či jiného sportovního zápolení. Pochází z francouzského slova remis, což je participium minulé od remettre (odložit, opustit).

## V šachové partii
Při šachové partii může dojít k remíze:
- vzájemnou dohodou hráčů (jeden remízu nabídne a druhý přijme),
- patem,
- není-li na šachovnici materiál, který by mohl (i při špatné hře soupeře) vést k matu.

Hráč dále může reklamovat nerozhodný výsledek:
- při trojím opakování zcela stejné pozice (musí být na tahu stejný hráč a musí být stejné možnosti, např. právo rošády nebo právo braní mimochodem),
- pokud během posledních 50 tahů nebylo taženo pěšcem ani sebrán žádný kámen.

V obou případech je při turnajové hře nutno reklamovat remízu u rozhodčího ještě před provedením posledního tahu, jímž se pozice zopakuje potřetí, resp. se naplní padesát tahů.
Při turnajové hře dále může remíza nastat:
- překročili-li oba hráči časový limit na sehrání celé partie (tedy nikoli pouze průběžný časový limit na sehrání např. prvních 40 tahů) a není-li možné zjistit, který praporek spadl první,
- jestliže je hráč na tahu a na hodinách mu zbývá méně než 2 minuty a přivolaný rozhodčí uzná, že soupeř neusiluje o výhru normálními prostředky nebo že není možné vyhrát partii normálními prostředky.

### Poznámka
Matematik Ian Stewart uvádí, že ukončení partie po 50 tazích nemusí být zcela korektní - za použití počítačů byly vytvořeny šachové koncovky, v nichž příprava k matu trvala déle než 50 tahů, aniž by byl sebrán kámen nebo taženo pěšcem.

## V jiné hře
Stolní hra, či speciálně desková hra, umožňuje skončit hru remízou. U her jako je dáma či othello bylo prokázáno, že končí remízou vždy, pokud žádný z hráčů neudělá chybu.

## V jiných sportech
Vedle šachů se pojem remíza užívá k označení nerozhodného výsledku i v jiných hrách a sportech. Ve sportovním slangu se často pro remízu používá pojem plichta, znamená nerozhodně (rovnost při hře). V předzápasových prognózách nebo v kursových nabídkách sázkových kanceláří bývá označována nulou nebo křížkem (X). Vítězství domácího týmu je značeno číslem 1 a výhra hostů číslem 2.